# Otterberg (Nadrenia-Palatynat)
Otterberg – miasto w Niemczech, w kraju związkowym Nadrenia-Palatynat, w powiecie Kaiserslautern, siedziba gminy związkowej Otterbach-Otterberg. Do 30 czerwca 2014 siedziba gminy związkowej Otterberg.

## Galeria

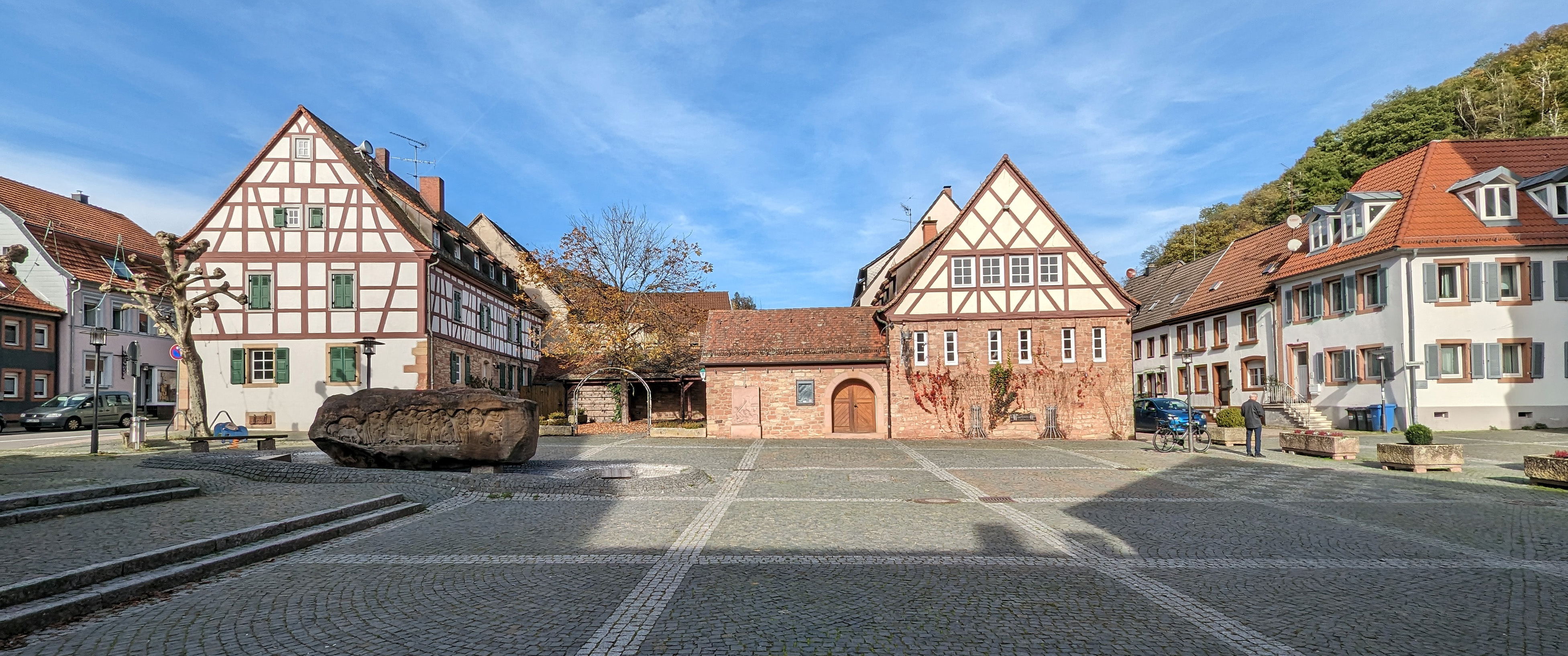
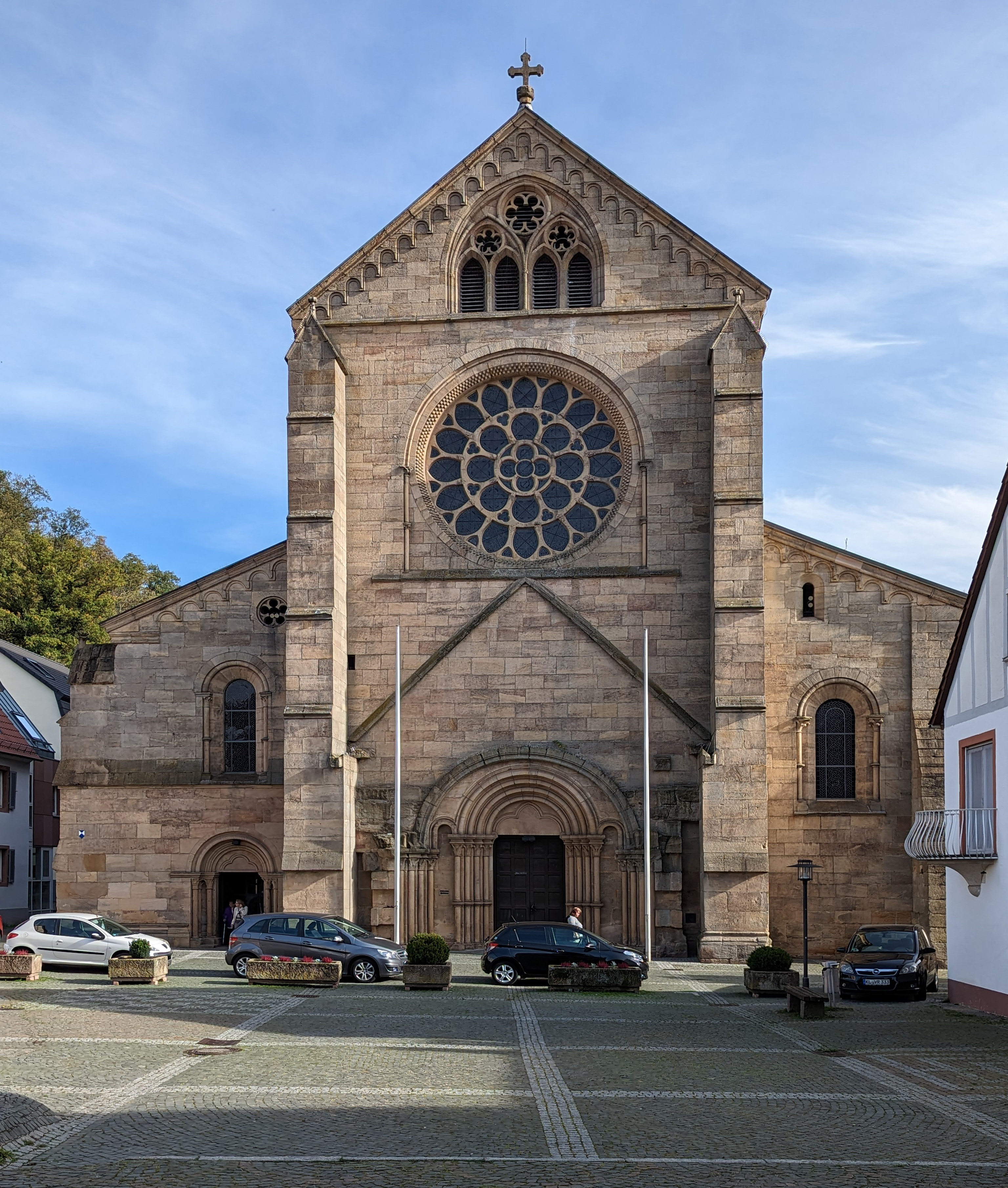
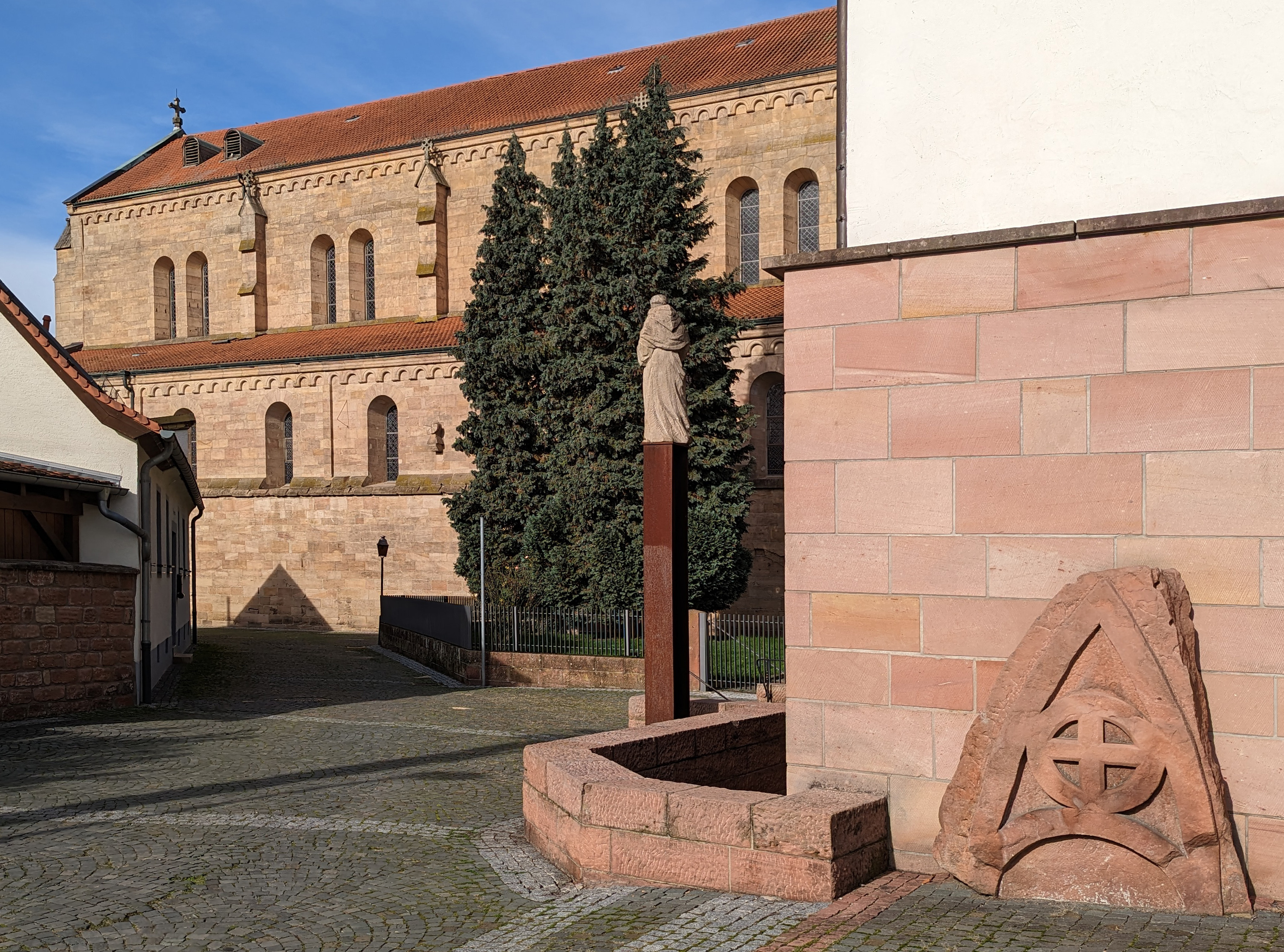
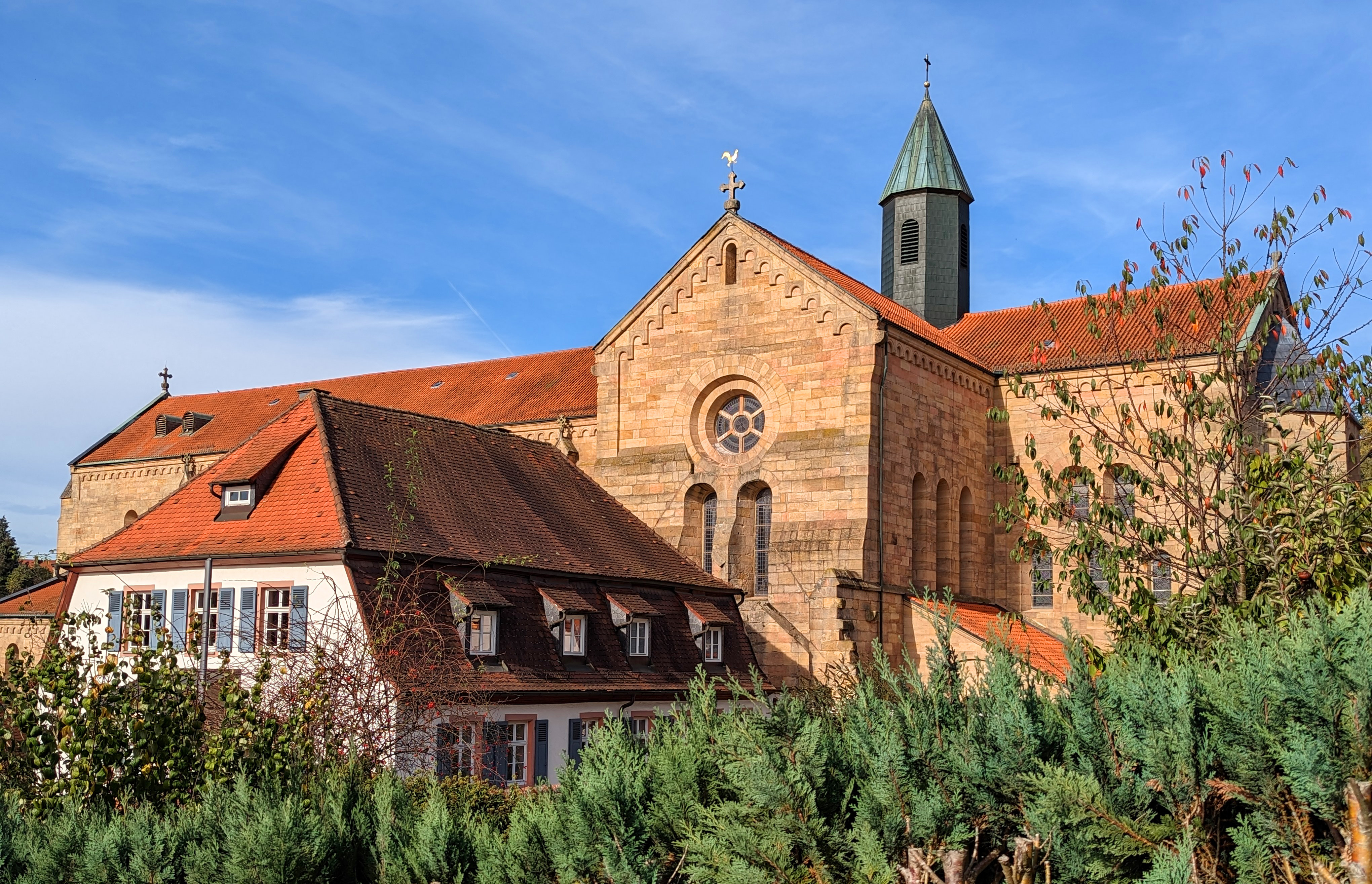
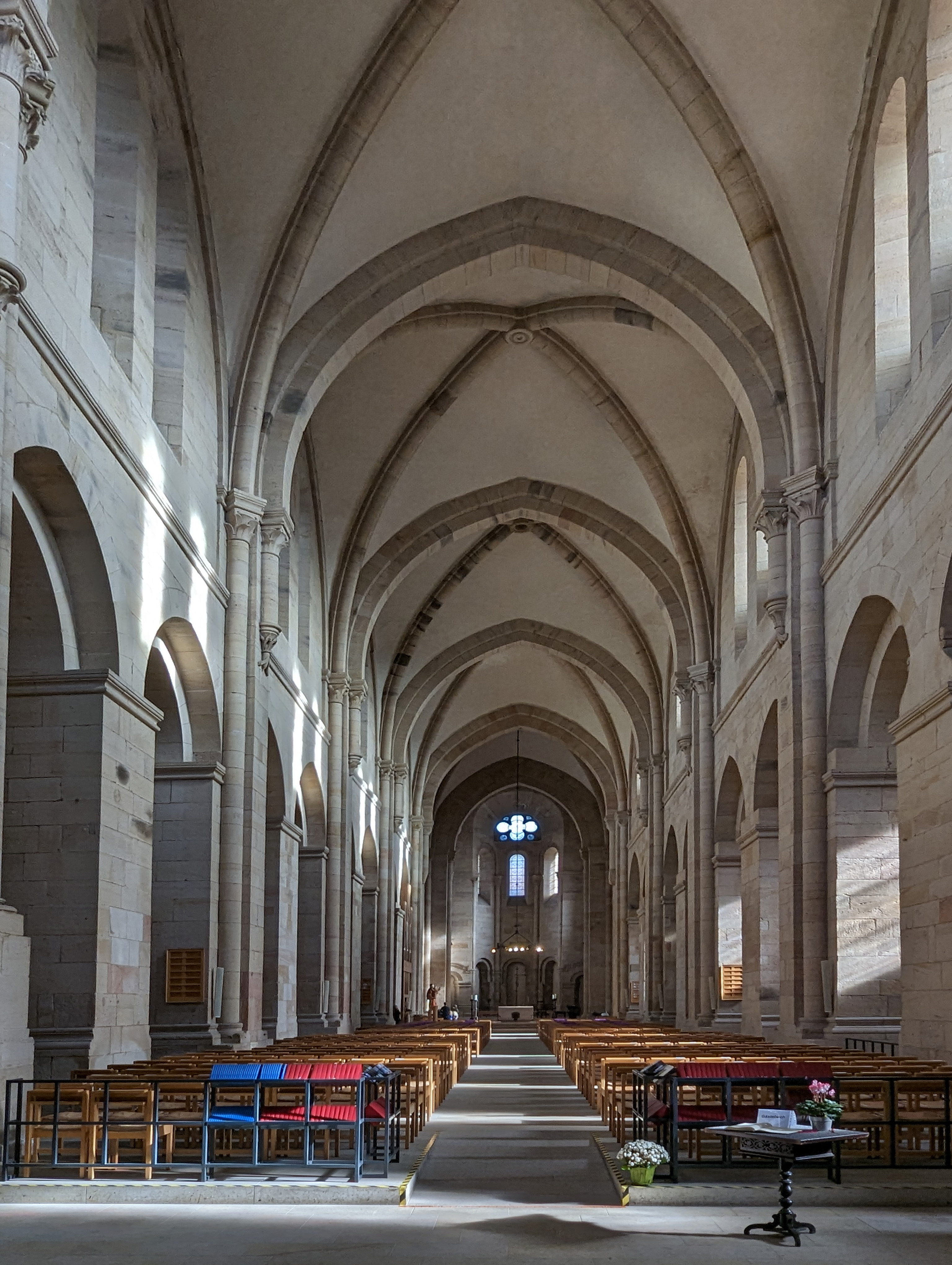
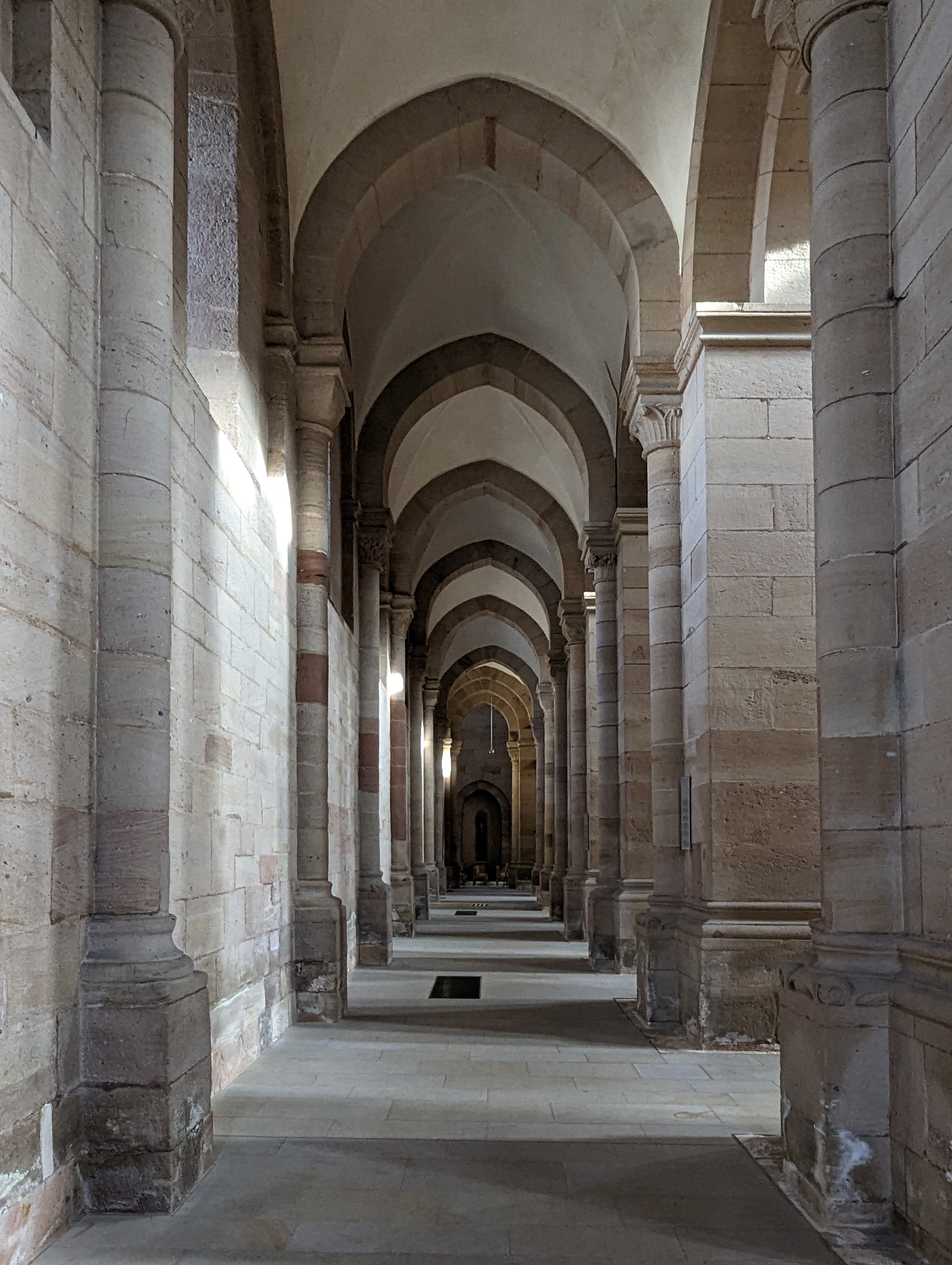
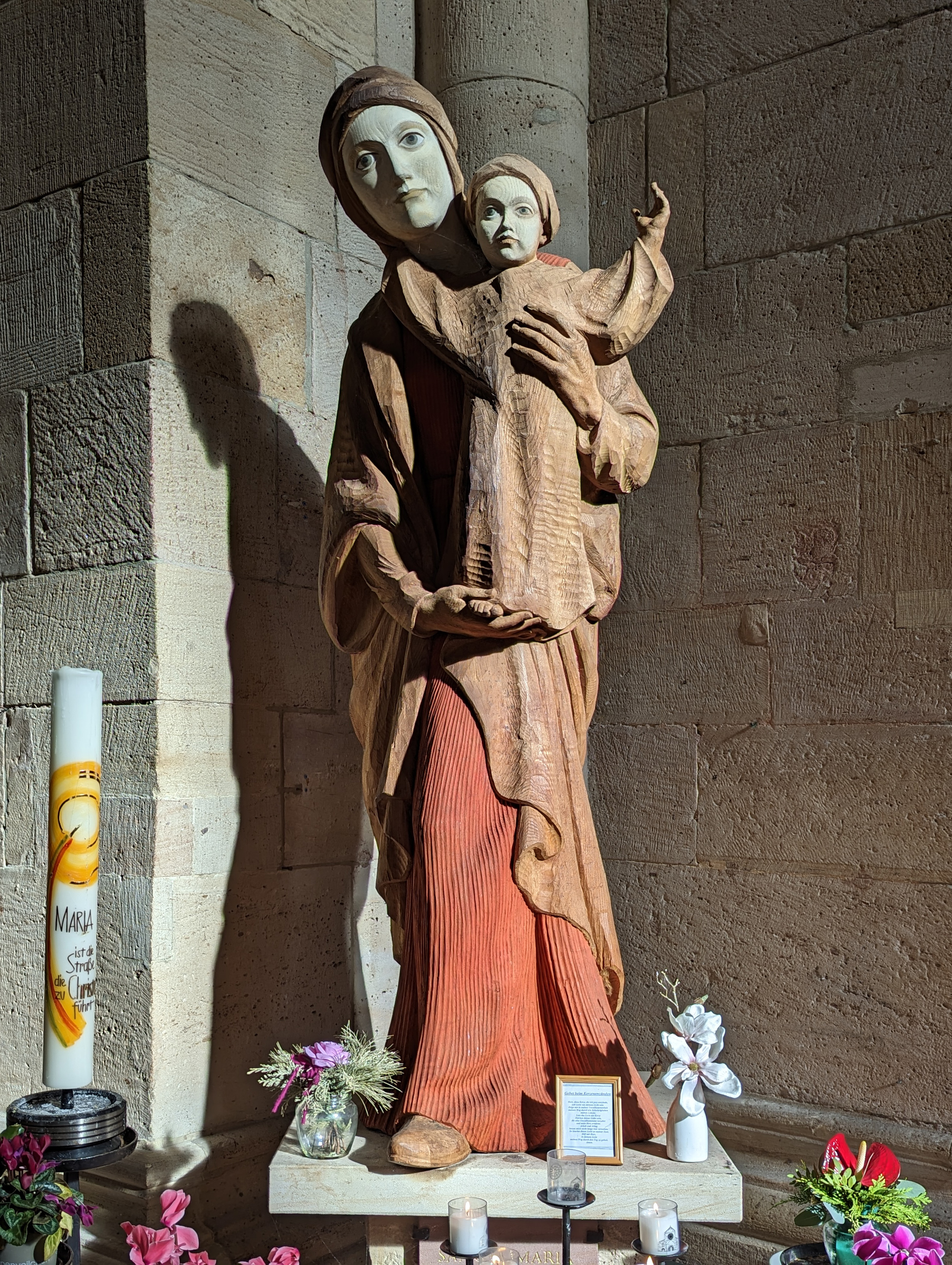
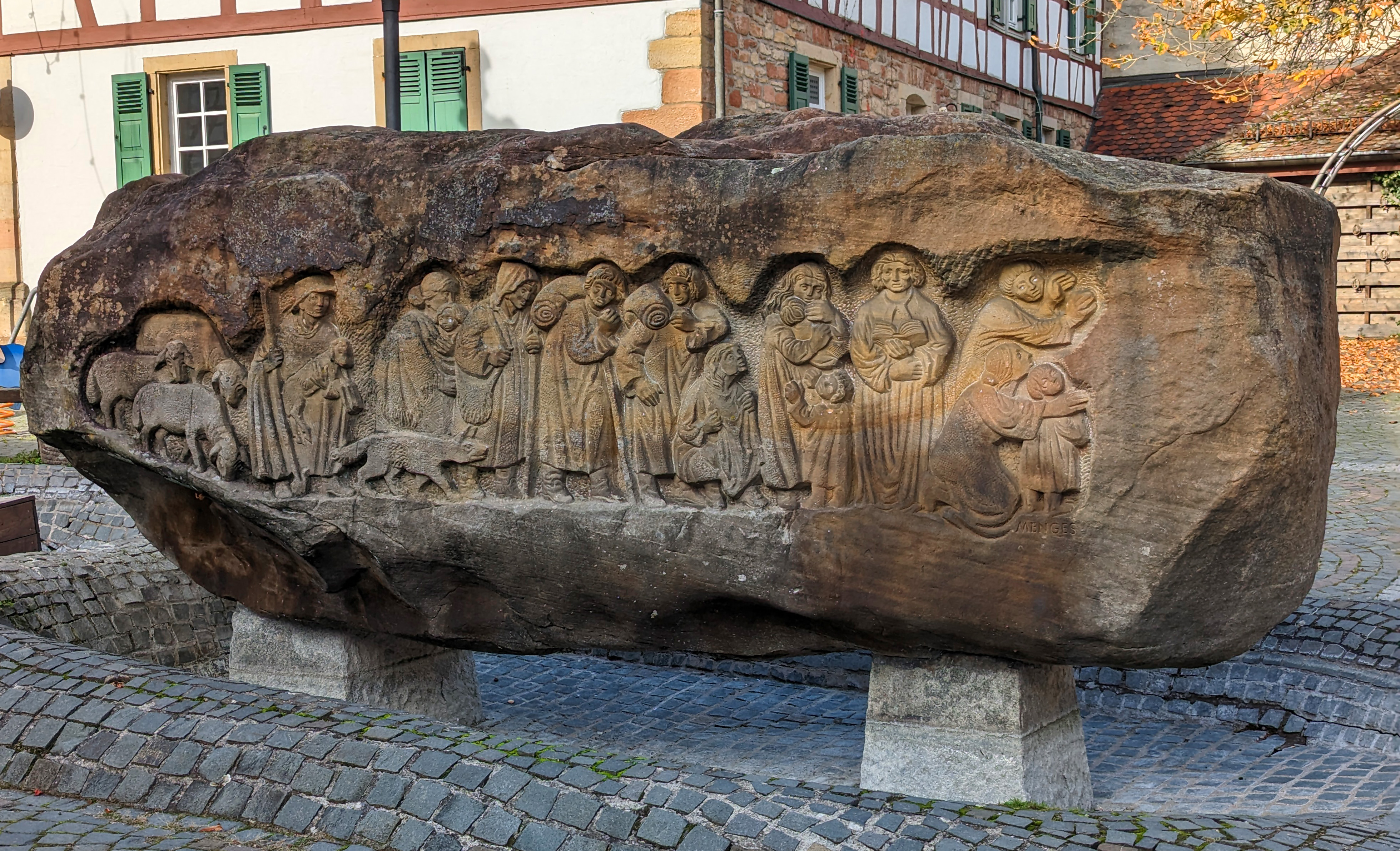
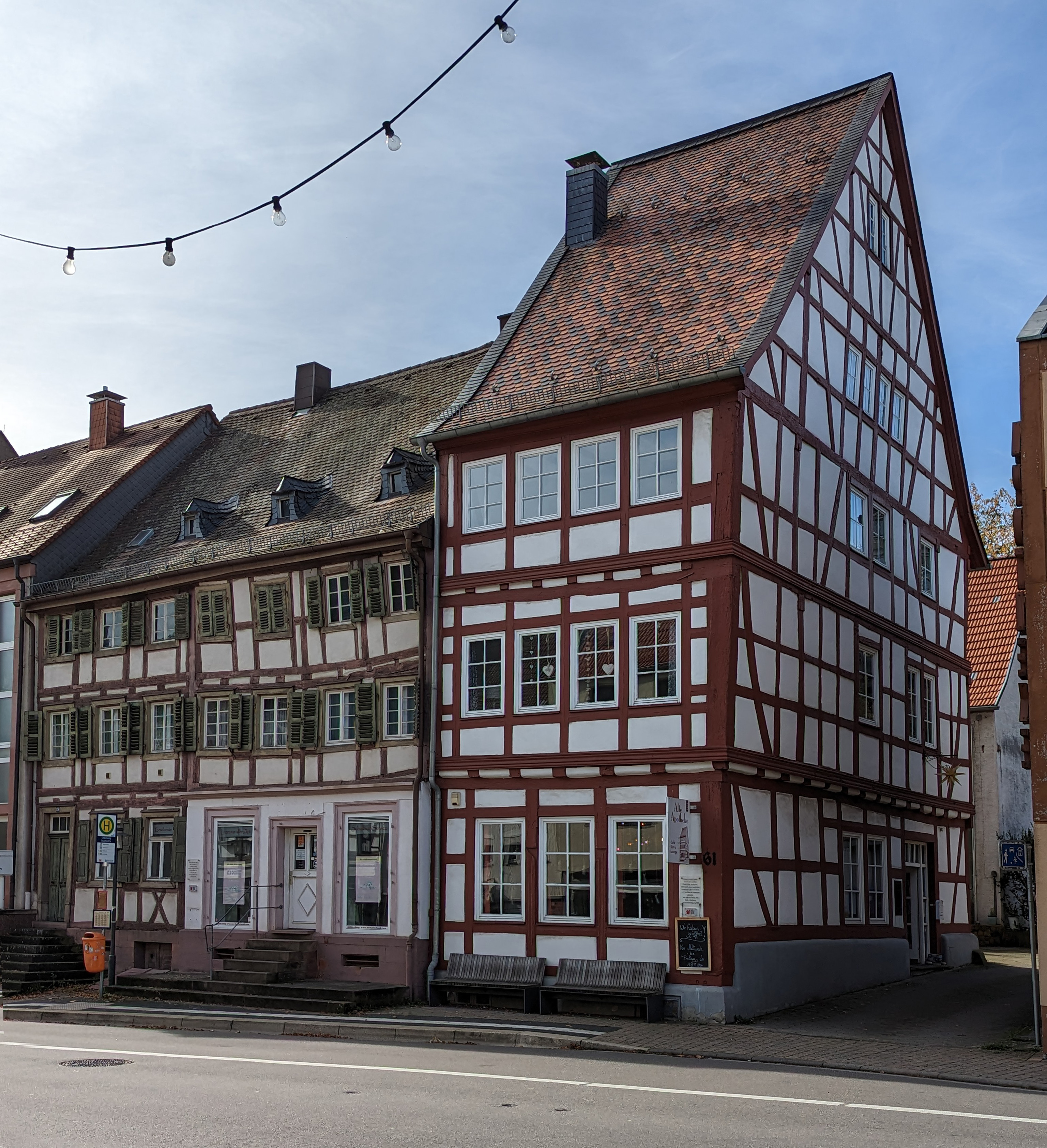
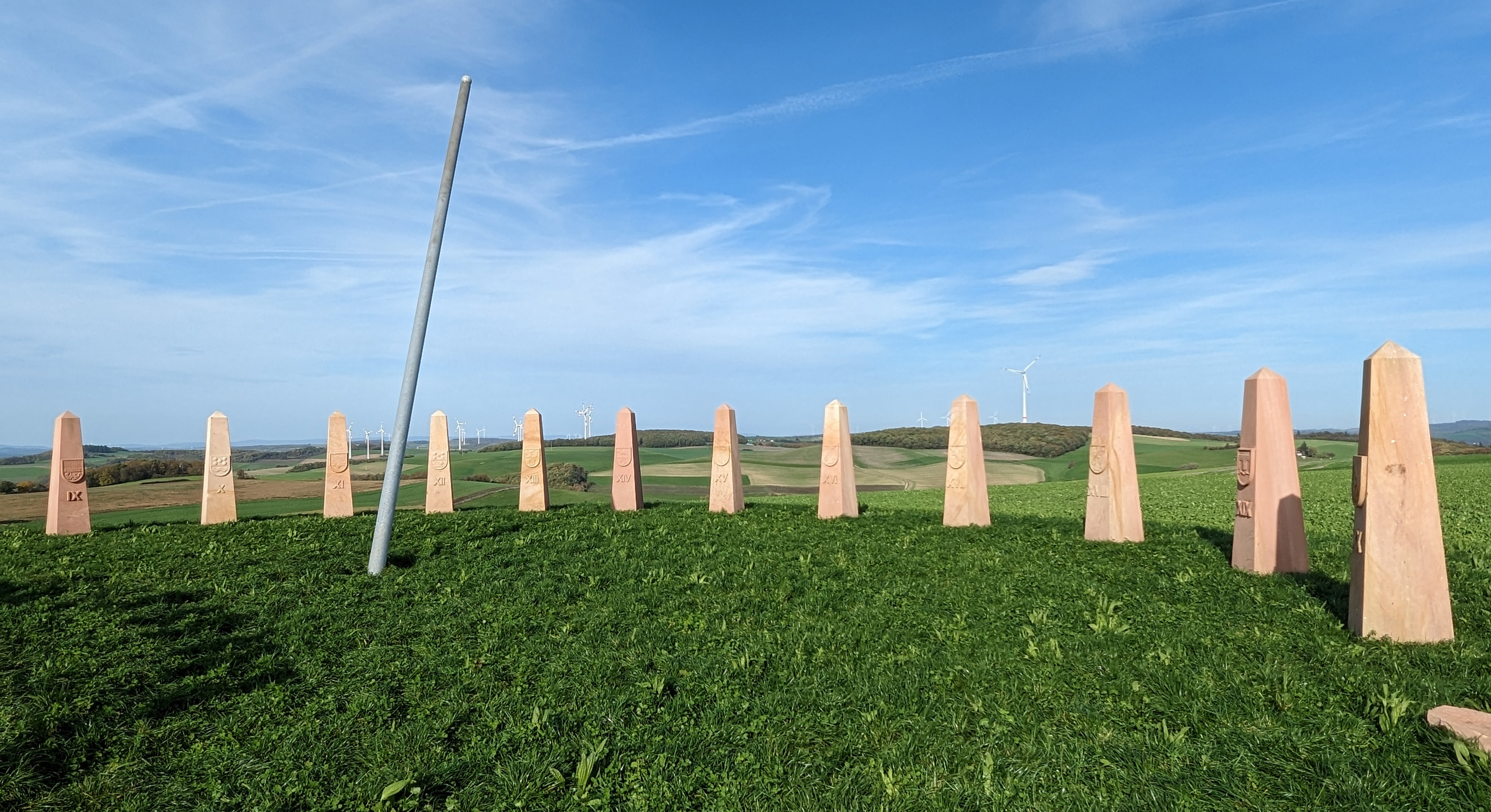